# Double Fantasy
| Recensione                    | Giudizio |
| ----------------------------- | -------- |
| AllMusic                      | [ 10 ]   |
| Christgau's Record Guide      | A        |
| Encyclopedia of Popular Music | [ 12 ]   |
| Mojo                          | [ 13 ]   |
| MusicHound                    | [ 14 ]   |
| Paste                         | [ 15 ]   |
| Q                             | [ 16 ]   |
| Rolling Stone (2010)          | [ 17 ]   |
| Piero Scaruffi                | [ 18 ]   |
| Slant Magazine                | [ 19 ]   |

Double Fantasy è il settimo ed ultimo disco in studio registrato in vita da John Lennon.
Pubblicato dalla Geffen Records, a nome John Lennon e Yōko Ono, il 17 novembre 1980 (solo tre settimane prima del suo omicidio), l'album segnò il ritorno sulle scene di Lennon dopo cinque anni di silenzio discografico.
Nonostante le iniziali critiche negative, da parte della stampa specializzata, anche a causa dell'emozione suscitata nel mondo dall'assassinio di Lennon, l'album ottenne successivamente un discreto successo commerciale e fu premiato ai Grammy Awards 1981 come disco dell'anno. Nel 1989 il disco si è piazzato alla posizione numero 29 nella classifica dei 100 migliori dischi degli anni ottanta redatta da Rolling Stone.
Nel 2010 l'album è stato rimasterizzato in digitale e ristampato con arrangiamenti sonori più scarni rispetto agli originali con il titolo Double Fantasy Stripped Down, con la copertina disegnata dal figlio della coppia, Sean Lennon.

## Descrizione

### Registrazione
A seguito della nascita del suo secondo figlio Sean, nel 1975, Lennon accantonò momentaneamente la sua carriera musicale, per dedicarsi alla crescita del bambino. Passò così cinque anni di quasi completa inattività, fatta eccezione per sporadiche registrazioni casalinghe di provini e di alcune canzoni abbozzate. Tuttavia, nel 1980 comprese che era arrivato il momento di ricominciare a lavorare alla scrittura di un nuovo disco.
Nell'estate di quello stesso anno, durante un viaggio in barca a vela da Newport, Rhode Island, alle Bermuda, Lennon iniziò a scrivere le prime nuove canzoni, componendo del materiale inedito o rielaborando, in alcuni casi, i nastri prova registrati al Dakota Building.
Una volta rientrati a New York, Yōko Ono contattò il produttore discografico Jack Douglas, con il quale sia lei che Lennon avevano già lavorato in precedenza, affidandogli alcuni demo di John da ascoltare. Le sessioni di registrazione che seguirono, all'inizio di agosto, produssero decine di canzoni, abbastanza per completare sia quell'album che un secondo disco, Milk and Honey, già in fase avanzata di registrazione quando Lennon fu poi ucciso in dicembre.
Double Fantasy nacque anche dalla decisione, che la coppia prese, di pubblicare i loro brani insieme sullo stesso disco, dividendo equamente lo spazio sull'album.
Stabilito che l'album sarebbe uscito per la nuova casa discografica di David Geffen, la Geffen Records, Double Fantasy fu preceduto dal singolo (Just Like) Starting Over, che salì in testa alle classifiche dopo l'omicidio di Lennon. L'album fu accolto con molto interesse, venendo dopo una pausa così lunga. Comunque, le vendite non furono eccezionali. Il disco debuttò alla posizione numero 27 in Gran Bretagna e salì fino alla quattordicesima, ma ben presto scese nuovamente alla numero 25 e poi alla 46ª. Negli Stati Uniti la situazione fu migliore, infatti l'album salì fino alla posizione numero 11. Nonostante Double Fantasy fosse stato criticato alla sua uscita per la produzione troppo “laccata” e per l'invadenza delle canzoni di Yoko, il pubblico era contento del ritorno di Lennon all'attività. Douglas ingaggiò Rick Nielsen e Bun E. Carlos della band dei Cheap Trick per suonare in I'm Losing You, ma la canzone fu poi registrata nuovamente con dei musicisti di studio. La versione dei Cheap Trick venne inclusa nel cofanetto John Lennon Anthology pubblicato nel 1998.

### Omicidio e conseguenze
La sera dell'8 dicembre 1980, Mark David Chapman sparò cinque volte a John Lennon mentre stava rientrando a casa nel Dakota insieme a Yōko Ono; Lennon morì approssimativamente 20 minuti dopo.
Come racconterà anni dopo Jack Douglas al giornalista Chris Hunt:
A causa dell'emozione suscitata nel mondo dall'assassinio di Lennon, Double Fantasy salì al primo posto in classifica in molti Paesi. Negli USA schizzò dall'undicesima posizione alla prima, rimanendoci per otto settimane consecutive, in Inghilterra risalì dal 46º posto al secondo e successivamente raggiunse la prima posizione. In Australia arriva in prima posizione per dieci settimane risultando il disco più venduto dell'anno. In altri paesi arriva primo in Austria, Canada, Svezia, Spagna, Norvegia e Nuova Zelanda, secondo in Francia, Svizzera, Germania e Giappone, quarto in Olanda e sesto in Italia.
Anche il singolo (Just Like) Starting Over raggiunse immediatamente il numero 1 in tutto il mondo, vendendo milioni di copie, trascinandosi dietro anche molti dischi di Lennon, sia da solo che con i Beatles, che rientrarono in classifica. I successivi singoli, Woman e Watching the Wheels ebbero anch'essi un notevole successo.
Solo poche ore prima di morire, Lennon autografò una copia dell'album al suo assassino. Nel 2003 questa copia autografata fu venduta per 525.000 dollari, diventando il disco più prezioso di sempre.

## Tracce
1. (Just Like) Starting Over – 3:56 (John Lennon)
2. Kiss Kiss Kiss – 2:41 (Yōko Ono)
3. Cleanup Time – 2:58 (John Lennon)
4. Give Me Something – 1:35 (Yōko Ono)
5. I'm Losing You – 3:57 (John Lennon)
6. I'm Moving On – 2:20 (Yōko Ono)
7. Beautiful Boy (Darling Boy) – 4:02 (John Lennon)
8. Watching the Wheels – 3:35 (John Lennon)
9. Yes I'm Your Angel – 3:08 (Yōko Ono)
10. Woman – 3:32 (John Lennon)
11. Beautiful Boys – 2:55 (Yōko Ono)
12. Dear Yoko – 2:34 (John Lennon)
13. Every Man Has a Woman Who Loves Him – 4:02 (Yōko Ono)
14. Hard Times Are Over – 3:20 (Yōko Ono)

Tracce bonus nella riedizione del 2000
1. Help Me to Help Myself – 2:37 (John Lennon)
2. Walking on Thin Ice – 6:00 (Yōko Ono)
3. Central Park Stroll (Dialogue) – 0:17

## Versione "Stripped Down" 2010
Nel 2010 Double Fantasy è stato ripubblicato, rimasterizzato e remixato da Yōko Ono e Jack Douglas, in versione "stripped down", con arrangiamenti sonori più scarni rispetto agli originali, maggior enfasi sulla voce di Lennon, e con sonorità meno "anni ottanta". L'album è stato presentato in versione doppio CD con la nuova versione sul primo CD e la versione originale del 1980 sul secondo CD. La nuova copertina, una rielaborazione di quella originale dell'LP, è un disegno ad opera del secondogenito di Lennon, Sean.

### Tracce
CD 1
1. (Just Like) Starting Over - 4:24
2. Kiss Kiss Kiss - 2:45
3. Cleanup Time - 3:56
4. Give Me Something - 1:31
5. I'm Losing You - 4:26
6. I'm Moving On - 2:28
7. Beautiful Boy (Darling Boy) - 3:50
8. Watching the Wheels - 3:32
9. Yes, I'm Your Angel - 2:53
10. Woman - 3:45
11. Beautiful Boys - 3:16
12. Dear Yoko - 3:03
13. Every Man Has a Woman Who Loves Him - 4:46
14. Hard Times Are Over - 3:38

CD 2
1. (Just Like) Starting Over (John Lennon) – 3:56
2. Kiss Kiss Kiss (Yōko Ono) – 2:41
3. Cleanup Time (John Lennon) – 2:58
4. Give Me Something (Yōko Ono) – 1:35
5. I'm Losing You (John Lennon) – 3:57
6. I'm Moving On (Yōko Ono) – 2:20
7. Beautiful Boy (Darling Boy) (John Lennon) – 4:02
8. Watching the Wheels (John Lennon) – 3:35
9. Yes I'm Your Angel (Yōko Ono) – 3:08
10. Woman (John Lennon) – 3:32
11. Beautiful Boys (Yōko Ono) – 2:55
12. Dear Yoko (John Lennon) – 2:34
13. Every Man Has a Woman Who Loves Him (Yōko Ono) – 4:02
14. Hard Times Are Over (Yōko Ono) – 3:20

## Formazione
- John Lennon - voce, cori, chitarra ritmica, chitarra acustica, pianoforte, tastiera
- Yōko Ono - voce, cori
- Earl Slick, Hugh McCracken - chitarra
- Tony Levin – basso.
- George Small - tastiera.
- Andy Newmark - batteria.
- Arthur Jenkins - percussioni.
- Ed Walsh - tastiera, sintetizzatore.
- Matthew Cunningham - dulcimer in "Watching the Wheels"
- Randy Stein - concertina
- Howard Johnson, Grant Hungerford, John Parran, Seldon Powell, George "Young" Opalisky, Roger Rosenberg, David Tofani, Ronald Tooley - fiati.
- Michelle Simpson, Cassandra Wooten, Cheryl Mason Jacks, Eric Troyer, Benny Cummings Singers, The Kings Temple Choir - cori

## Classifiche

### Classifiche settimanali
| Classifica (1980/81) | Posizione massima |
| -------------------- | ----------------- |
| Australia            | 1                 |
| Austria              | 1                 |
| Canada               | 1                 |
| Francia              | 2                 |
| Germania             | 2                 |
| Giappone             | 2                 |
| Italia               | 6                 |
| Norvegia             | 1                 |
| Nuova Zelanda        | 1                 |
| Paesi Bassi          | 4                 |
| Regno Unito          | 1                 |
| Spagna               | 1                 |
| Stati Uniti          | 1                 |
| Svezia               | 1                 |
| Svizzera             | 2                 |

### Classifiche di fine anno
| Classifica (1980) | Posizione |
| ----------------- | --------- |
| Francia           | 16        |
| Regno Unito       | 12        |
| Classifica (1981) | Posizione |
| Australia         | 1         |
| Austria           | 2         |
| Canada            | 3         |
| Germania          | 3         |
| Italia            | 9         |
| Nuova Zelanda     | 6         |
| Regno Unito       | 10        |
| Spagna            | 6         |
| Stati Uniti       | 2         |